# Château de Gödöllő
Le château royal de Gödöllő (aussi appelé château Grassalkovich, en hongrois Gödöllői Királyi Kastély  ou plus rarement en allemand Schloss Getterle) se situe à environ 25 km au nord-est de la capitale hongroise de Budapest, dans la ville de Gödöllő. Il fut érigé au XVIIIe siècle pour le comte Antal Grassalkovich Ier, et est aussi connu sous ce nom. Dans la deuxième moitié du XIXe siècle, il s'agissait de la résidence préférée de l'impératrice d'Autriche et reine de Hongrie Elisabeth de Wittelsbach, connue sous le nom Sissi. Après la Seconde Guerre mondiale, sous le gouvernement de la République Hongrie, le château fut fortement négligé et tomba en décrépitude. Depuis 1996, le bâtiment est progressivement restauré et est depuis ouvert à la visite.
Le château est, en termes de surface bâtie, le plus grand palais baroque de Hongrie.

## Histoire

### Histoire antérieure du site
Gödöllő est mentionné pour la première fois au XIVe siècle, même si l'endroit n'a pas joué de rôle marquant dans l'histoire de la région jusqu'à son acquisition par Antal Grassalkovich Ier. Jusqu'au XVIIIe siècle Gödöllő était un petit village de paysans sans importance, situé dans une vallée entourée de collines peu élevées. Les terres appartenaient à plusieurs seigneurs, les droits de propriété changeant à plusieurs reprises, notamment interrompue par la domination ottomane sur la Hongrie. Le noyau du village était constitué d'une modeste maison de maître et d'une petite église, sur l'emplacement de laquelle fut plus tard érigé le château.

### L'ère des Grassalkovich

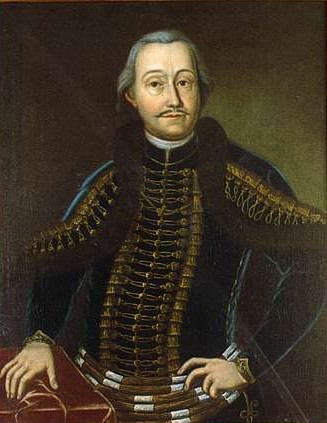
Portrait d'Antal Grassalkovich Ier, propriétaire du château, XVIIIe siècle.

Après l'expulsion des Ottomans, la Hongrie voit se former entre la fin du XVIIe siècle et le début du XVIIIe siècle une nouvelle aristocratie. Issu de la petite noblesse de campagne croate, Antal Grassalkovich Ier fut l'un des plus grands représentant de son rang et de son époque, parvenant à la cour de Vienne où il fut un des proches de l'impératrice Marie-Thérèse.
Grassalkovich acquit entre 1723 et 1748 les terres de Gödöllő auprès de leurs précédents propriétaires, et commença en 1735 la construction du château et une exploitation agricole à grande échelle. Le château, un bâtiment à trois ailes, qui entoure encore aujourd'hui la cour intérieure, fut construit en 10 ans, jusqu'en 1745, puis agrandi de 1746 à 1749 et encore une fois de 1752 à 1759.
Antal Grassalkovich obtint en 1732 le titre de baron et fut élevé en 1743 au rang de comte par l'impératrice. La construction du château n'était donc pas seulement le signe de la richesse qu'il avait lui-même acquise, mais devait aussi refléter sa position politique. Marie-Thérèse et le comte entretenaient une relation amicale, et l'impératrice se vit attribuer une suite de chambres dans le château, qu'elle occupa brièvement en 1751.
Le comte mourut en 1771 et laissa la propriété à son fils unique, Antal Grassalkovich II, qui fut élevé au rang de prince en 1784. Celui-ci n'était cependant pas très intéressé par ce domaine isolé et résida de préférence à Vienne ou à Presbourg, la capitale hongroise d'alors. Il fit certes procéder à quelques transformations à Gödöllő, mais à cette époque, le château était le plus souvent administré par un intendant. À partir de 1789, il se fit construire à Vienne le palais Grassalkovics (de). Le fils n'avait pas les compétences économiques de son père et la propriété, autrefois riche, était de plus en plus criblée de dettes. Le jeune prince Antal Grassalkovich III qui lui succède en 1794 ne fit qu'accroître les dettes et les terres de Gödöllő furent placées sous séquestre à partir de 1796. Ce n'est qu'à partir des années 1820 qu'Antal Grassalkovich III séjourna plus souvent à Gödöllő, qu'il n'avait guère utilisé auparavant. C'est à cette époque qu'il fit transformer l'ancien jardin baroque en un parc paysager et qu'il reçut fréquemment le réformateur István Széchenyi.
Le prince décéda en 1841 sans héritier mâle, ce qui entraîna l'extinction de la lignée des Grassalkovich. Sa veuve, la dernière princesse Grassalkovich fut enterrée le 27 décembre 1864 à Gödöllő. Le château, toujours sous séquestre, passa à une lignée héréditaire féminine de la famille Viczay. En 1849, il servit brièvement de base au combattant de la révolution hongroise Lajos Kossuth et à ses troupes. Entre 1850 et 1851, la propriété fut vendue au banquier Georg Simon von Sina, après la mort duquel le domaine passa à une banque belge en 1864.

### Le château comme Résidence de la famille royale hongroise

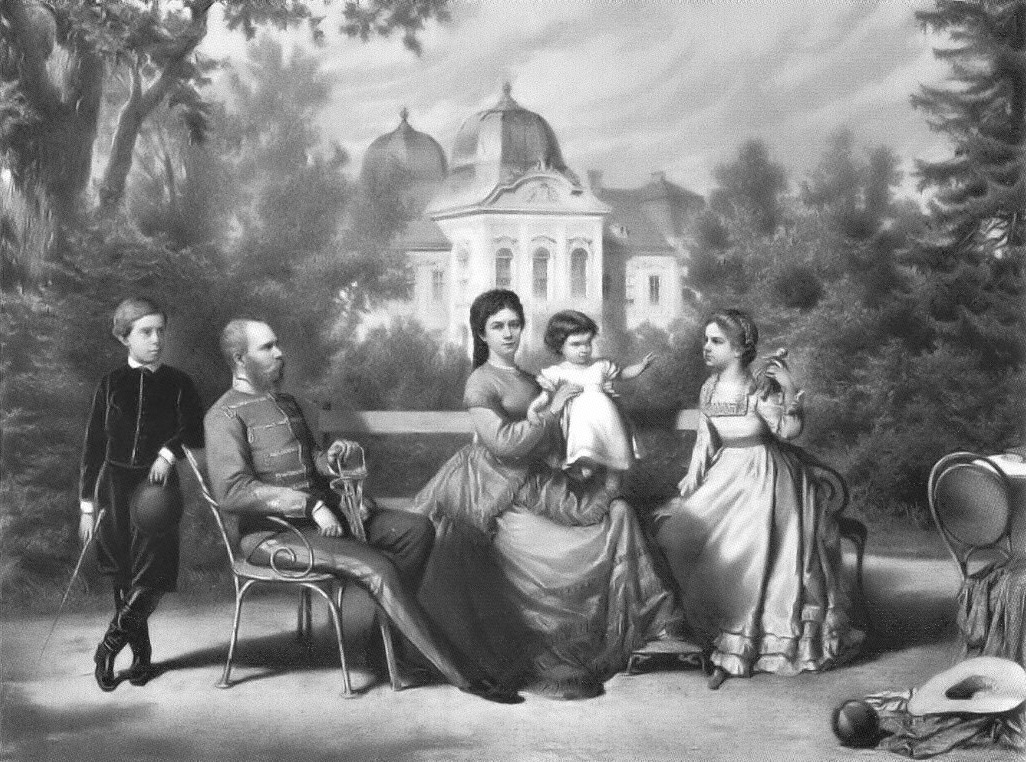
La famille royale de Hongrie devant le château de Gödöllő, gravure de 1869.

En 1866, le château sert d'hôpital militaire pour les soldats blessés de la guerre austro-prussienne. C'est à cette époque que l'impératrice d'Autriche Élisabeth visita le château pour la première fois et exprima le souhait de l'acquérir, ce qui ne fut pas approuvé par l'empereur en raison des coûts de la guerre.
En 1867, l'année du compromis austro-hongrois, les Habsbourg confirme leur place sur le trône royal hongrois. le 15 mars de cette même année, le gouvernement prêta serment d'allégeance à François-Joseph Ier et le 8 juin 1867 le couronnement eut lieu à Buda. L'ancien château des Grassalkovich, auquel la reine avait porté intérêt l'année précédente, fut acquis par l'État hongrois et remis au roi et à son épouse en guise de cadeau pour son couronnement. À l'occasion du couronnement, le château fut restauré et transformé, et le parc reboisé. La nouvelle ligne de chemin de fer prévue à l'époque fut construite à proximité du château et un salon d'attente fut spécialement aménagé dans la gare pour la famille royale.
Le château devint l'un des lieux de séjour préférés de la reine Élisabeth, qui détestait la cour impériale austère du château de Schönbrunn et de la Hofburg à Vienne. À Gödöllő, loin du protocole et du cérémonial de la cour, elle pouvait mener une vue plus libre que dans la capitale autrichienne. Jusqu'à sa mort en 1898, elle y a passé plus de 2 000 jours, principalement au printemps et à l'automne. L'endroit connu un essor économique grâce aux visites régulières de la famille royale et Gödöllő devint à la fin du XIXe siècle une station d'été très appréciée de l'élite de Budapest.
Après l'assassinat d'Élisabeth, François-Joseph visita le château de moins en moins souvent, il y effectue son dernier séjour en 1911. Son successeur Charles Ier ne séjourna que peu de temps à Gödöllő, son dernier séjour eut lieu en octobre 1918 et les événements suivant la défaite de l'Autriche-Hongrie lors de la Première Guerre mondiale, rendent son retour au château impossible.

### Le château auXXesiècle
À partir de 1918, le château fut placé sous l'administration du ministère hongrois des Finances. À l'occasion de plusieurs changements politiques, la République des conseils de Hongrie ayant brièvement pris le pouvoir à partir de 1919, le château fut pillé et transformé en orphelinat.
Après l'effondrement de la République des conseils, Miklós Horthy fut nommé, à partir de 1920, administrateur du royaume de Hongrie, qui était désormais sans roi. En sa qualité de représentant du roi, il obtint le droit d'usage du château de Gödöllő et occupa les anciennes chambres de François-Joseph, sa femme obtenant la suite de chambres de la reine Élisabeth. L'intérieur du château fut réaménagé à cet effet est doté d'un nouveau mobilier. Horthy utilisa Gödöllő à des fins de représentation et y reçut des membres importants de la société de son temps, comme le roi d'Italie Victor-Emmanuel III ou le futur roi du Royaume-Uni Édouard VIII.
Au cours de la Seconde Guerre mondiale, le château fut touché par une bombe, mais ne fut pas endommagé par ailleurs. À partir de décembre 1944, les troupes de l'armée allemande occupent le château, ils en sont peu après chassés par l'Armée rouge. Par la suite, le bâtiment fut pillé puis affecté à des fins militaires. L'aile nord fut occupée par des unités de l'armée hongroise, l'aide sud par des soldats soviétiques. À partir de 1958, le château entre-temps fortement négligé fut transformé en maison de retraite. De simples lits en fer furent installés dans les salons royaux, la salle des fêtes dégradée en salle de télévision et de séjour. Les balcons de la cour et le passage à travers le corps central servirent de stockage à charbon, une blanchisserie fut installée dans l'orangerie et des appartements dans l'aide sud. Bien que le bâtiment ait été classé monument historique dès 1951, aucune protection de la structure n'a été effectuée et le château commença à se détériorer à vue d’œil. Les premiers plans de rénovations sont élaborés à partir de 1981, mais ne sont pas mis en œuvre pour des raisons financières. En 1984, le toit de l'aile de l'école d'équitation s'effondre.
Les institutions installées dans le château le quitte progressivement à partir de 1990, jusqu'à le vider entièrement en 1994. Cette année-là voit la création d'une fondation d'utilité publique, dont l'objectif était de restaurer et de préserver le château. Un nouveau projet d'utilisation du bâtiment est élaboré et la rénovation de certaines parties débute. Les charpentes et les façades du bâtiment principal et des ailes sud sont rénovées, les peintures murales mises au jour et les stucs réparés. Les espaces intérieurs doivent être reconstruits à grands frais. En août 1996, l'aile centrale restaurée est ouverte au public.

### Le château aujourd'hui

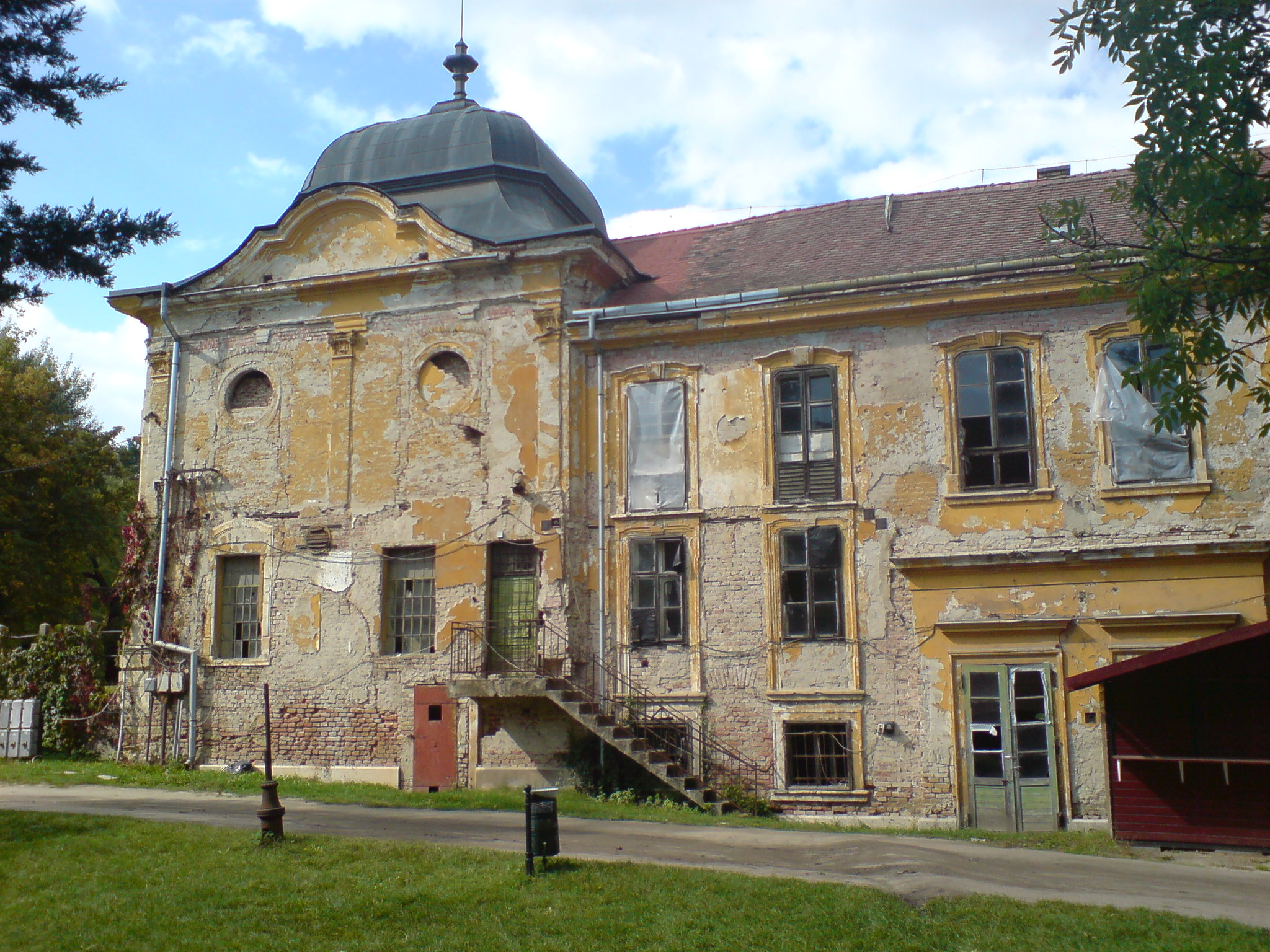
L'aile nord du château en 2008.

Le château royal de Gödöllő est visité annuellement par plus de 200 000 personnes. Depuis son ouverture en 1996, il est devenu l'une des principales destinations touristiques des environs de Budapest. Le château abrite un musée qui compte une trentaine de pièces à visiter. Pour l'exposition permanente, l'accent a été mis sur l'époque royale de Gödöllő et sur la vie de la reine Élisabeth. Des expositions temporaires sont également présentées régulièrement dans les salles inférieures. Le château est impliqué dans un grand nombre d'événements culturels tels que des concerts et des représentations théâtrales. Une location privée de différentes salles est proposée pour des festivités ou des conférences, et un service de restauration a également été mis en place.
Néanmoins, la rénovation complète du bâtiment n'est pas encore achevée. Les ailes nord sont toujours dans un état de ruine et la date d'une restauration complète n'est pas encore prévisible, il en va de même pour le parc. Le projet d'utilisation du domaine élaboré dans les années 1990 n'a pas pu être mis intégralement en œuvre. Il était par exemple prévu d'aménager un hôtel dans l'aile sud, mais ce projet n'a pas été réalisé à l'heure actuelle.
Dans le cadre de la présidence hongroise de l'Union européenne en 2011, le château de Gödöllő a accueilli plusieurs sommets européens dont des réunions de ministres de l'Union européenne.

## Bâtiments

### Le château

#### Le corps central
L'architecte salzbourgeois Andreas Mayerhoffer a été engagé comme maître d'œuvre du château. Il a également conçu, entre autres, l'Église universitaire (de) de Budapest et l'église de l'Annonciation à Szentendre. 

#### Les bâtiments autour de la cour d'honneur

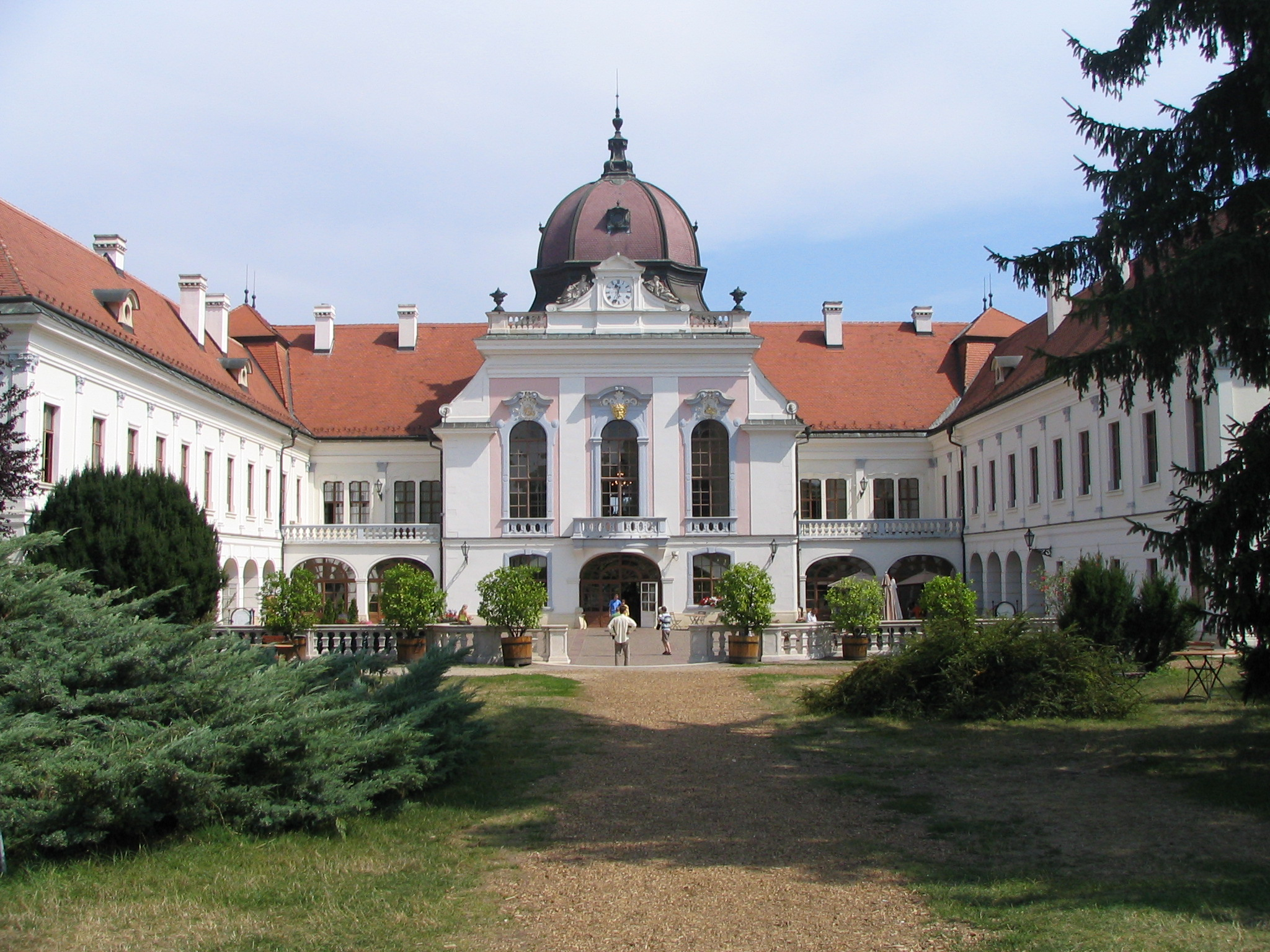
Vue de la cour d'honneur, entourée des trois ailes d'origine du château. Derrière les hautes fenêtres du corps central se trouve, de ce côté, la grande cage d'escalier.

Bien qu'à l'époque de sa construction le château était déjà conçue comme une résidence de cour, l'aile principale a été protégée par des bastions bas en direction de la ville pour des raisons de sécurité. Les fenêtres du rez-de-chaussée ont été munies de grilles et les pavillons d'angle, ornés de toits à la Mansart depuis 1785, ont été conçus à l'origine comme des tours basses.
Contrairement à la structure habituelle des châteaux baroques, dans lesquels une cour d'honneur s'ouvre vers la ville et l'aile centrale du bâtiment donne directement sur le jardin, ce principe est inversé à Gödöllő. Le corps du logis constitue certes ici aussi le centre du complexe, mais la cour d'honneur et les ailes latérales qui l'entourent donnent sur le jardin, tandis que la façade principale se présente en direction de la ville.
L'aile principale de l'ensemble, qui ne compte que deux étages, est formée par le bâtiment central, d'où partent, au nord et au sud, les ailes latérales qui encadrent la cour d'honneur. Le corps central, traversé en son centre par un passage voûté, abrite la salle des fêtes centrale au premier étage ainsi que la cage d'escalier principale. Les coupoles qui couronnent le bâtiment ne sont que des décorations architecturales, ni la salle des fêtes située à l'est, ni la cage d'escalier orientée vers l'ouest ne disposent d'une voûte correspondante. Les coupoles se répètent en version simplifiée au-dessus des angles des pavillons d'angle des ailes côté jardin. Le portail du château est conçu comme un passage vers le jardin, les accès des escaliers mènent d'ici à un vestibule intérieur situé devant la salle des fêtes. Depuis le bâtiment central, on pénètre dans la cour d'honneur de 1 000 m2, délimitée par les deux ailes latérales. Cet ensemble de bâtiments en forme de fer à cheval, construit de 1735 à 1745, constitue l'origine du château et comprenait, après la remise au couple royal en 1867, les appartements de François-Joseph, dans l'aile nord, et d'Élisabeth, dans l'aile sud.

#### Les ailes de jardin

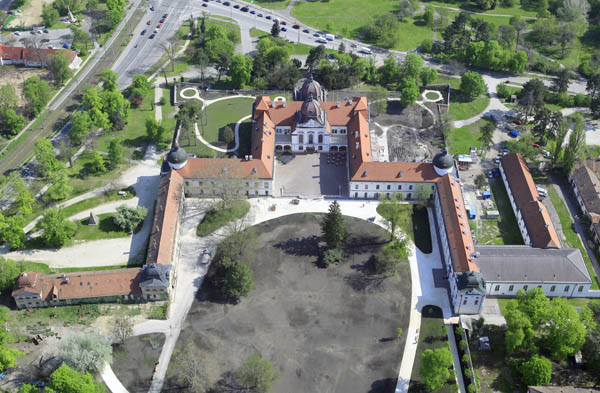
Vue aérienne du château. Au centre de l'image, le corps central surmonté de deux coupoles, avec la cour d'honneur. L'aile nord vers la gauche, l'aile sud vers la droite.

Des ailes royales de la cour d'honneur partent à angle droit d'autres barres de bâtiments qui reprennent la forme de base du château, la répètent à plus grande échelle et entourent, en quelque sorte, une deuxième cour d'honneur dans le jardin. Ces bâtiments datent de la deuxième phase de construction, de 1746 à 1749. L'aile menant de la cour d'honneur au nord contient la chapelle du château, l'aile sud abrite les écuries. Les extrémités de ces ailes sont accentuées par des pavillons surmontés d'une coupole, suivis par les longues ailes opposées de la cour extérieure. Ces ailes datent de la troisième extension de 1752 à 1759. L'aile sud abritait d'autres écuries, l'école d'équitation et le théâtre de la cour, tandis que l'aile nord comprenait au sous-sol la première orangerie, qui fut remplacée sous Antal Grassalkovich III par un grand bain en marbre et, à l'époque royale, par des appartements pour les fonctionnaires et les invités. En raison de ces transformations, une nouvelle orangerie a été ajoutée à angle droit à l'aile nord extérieure, où elle constitue le point final du château. Ces deux ailes nord n'ont pas encore été rénovées aujourd'hui.

#### L'aménagement intérieur

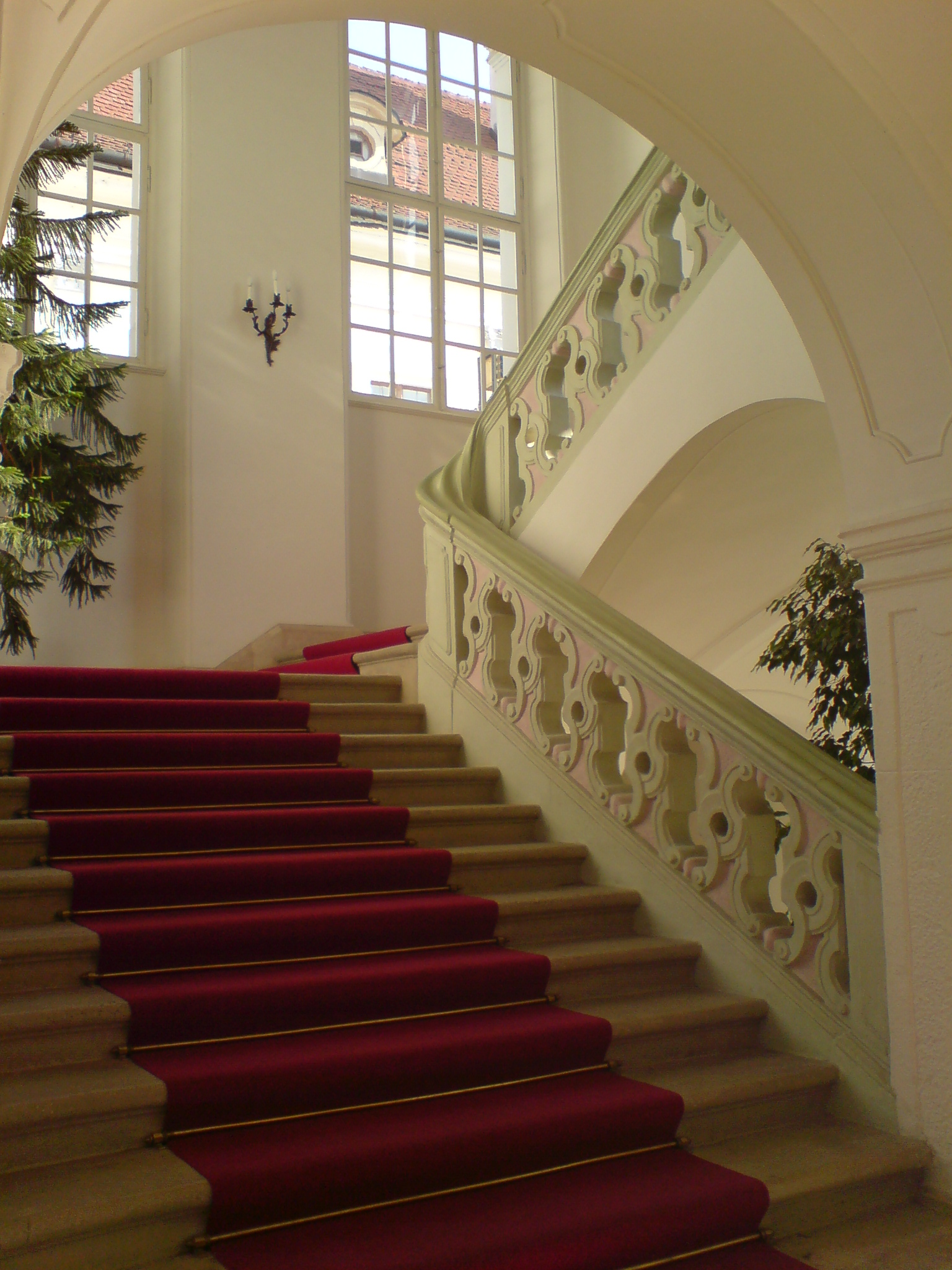
Grand escalier du corps central.

L'étage supérieur abrite les pièces d'habitation et les salons d'états du château, tandis que le rez-de-chaussée accueille principalement des pièces de service et des chambres d'hôtes. À l'époque royale, le château disposait de 136 pièces d'habitation, dont 67 étaient utilisées pour loger les domestiques. Au XIXe siècle, le château a été doté de tout le confort moderne, il a été éclairé au gaz en 1874 et à l'électricité en 1898. En plus des cheminées et des poêles, un chauffage à air chaud fut installé.
Il ne reste pratiquement rien de l'ameublement de l'époque des Grassalkovich. Le mobilier de l'époque royale n'est pas non plus entièrement conservé, ayant été en grande partie perdu à la suite de pillages ou à un manque d'entretien. Le musée du château s'est donné pour mission de rassembler et d'exposer des pièces authentiques de l'époque royale et, dans la mesure du possible, de racheter des objets d'aménagement antérieurs pour les intégrer à la collection.

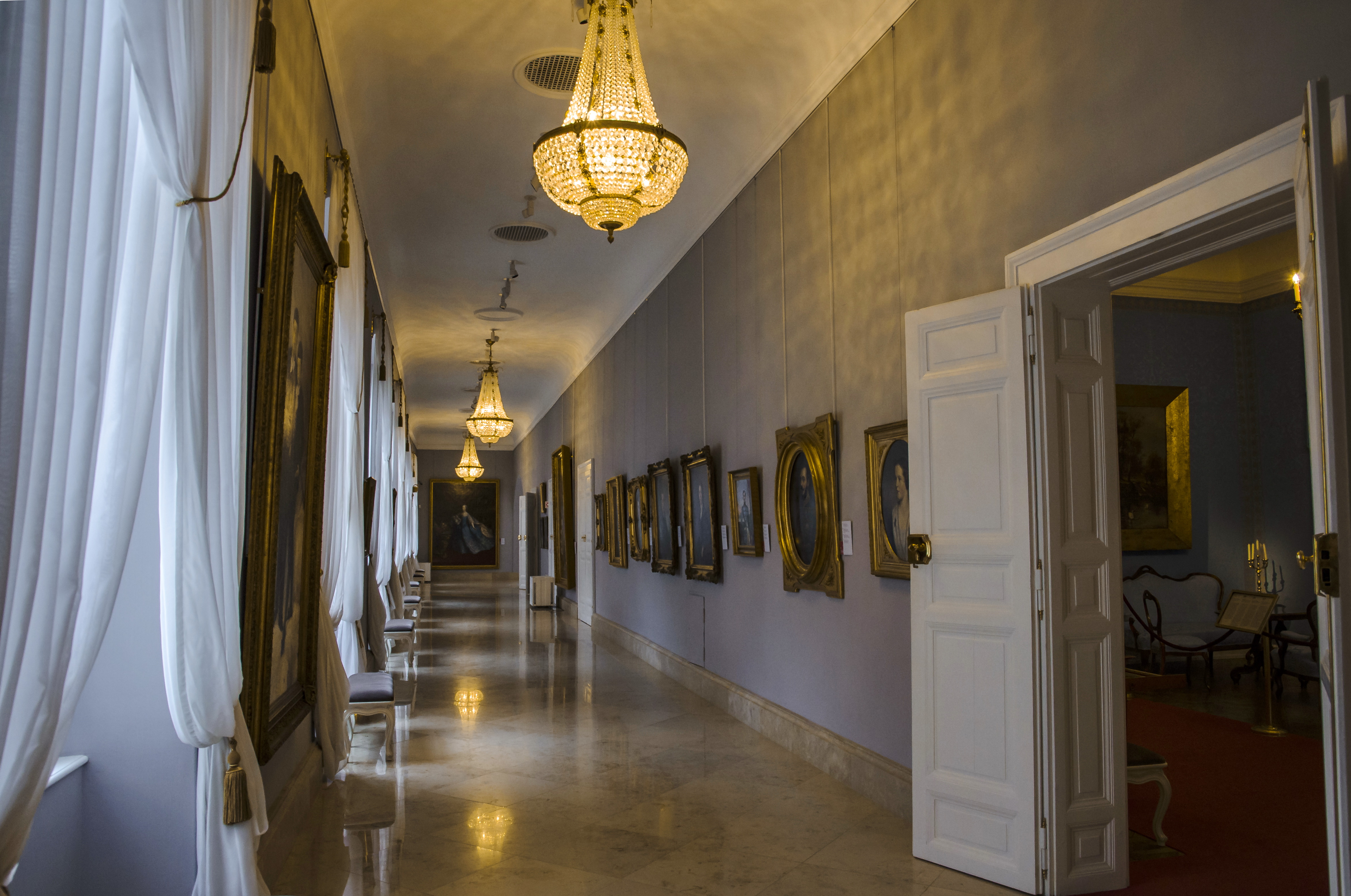
Couloir rénové du musée du château.

Les pièces du musée du château, aujourd'hui reconstruites et accessibles aux visiteurs, correspondent en grande partie à l'état de 1867 en ce qui concerne les couleurs et la tapisserie. Le mobilier exposés, tout comme les décorations en stuc, provient principalement des styles rococo et néo-baroque. Parmi les pièces les plus remarquables du château, on compte la salle des fêtes rococo de 166 m2 dans les tons blanc et or, située dans le corps central, ainsi que la « chambre Marie-Thérèse », installée à l'occasion de la visite impériale de 1751, et qui servit plus tard de chambre à coucher à la reine Élisabeth. Le théâtre du château, conçu pour 100 spectateurs, est l'un des plus anciens théâtres conservés de Hongrie, même s'il a été détruit en 1867 par l'installation de deux faux-plafonds et n'a été reconstruit que lors d'une rénovation en 1986. L'église de la cour, située dans l'aile nord du château, sert aujourd'hui également d'église paroissiale à la ville de Gödöllő.

#### Gödöllő, modèle de son époque

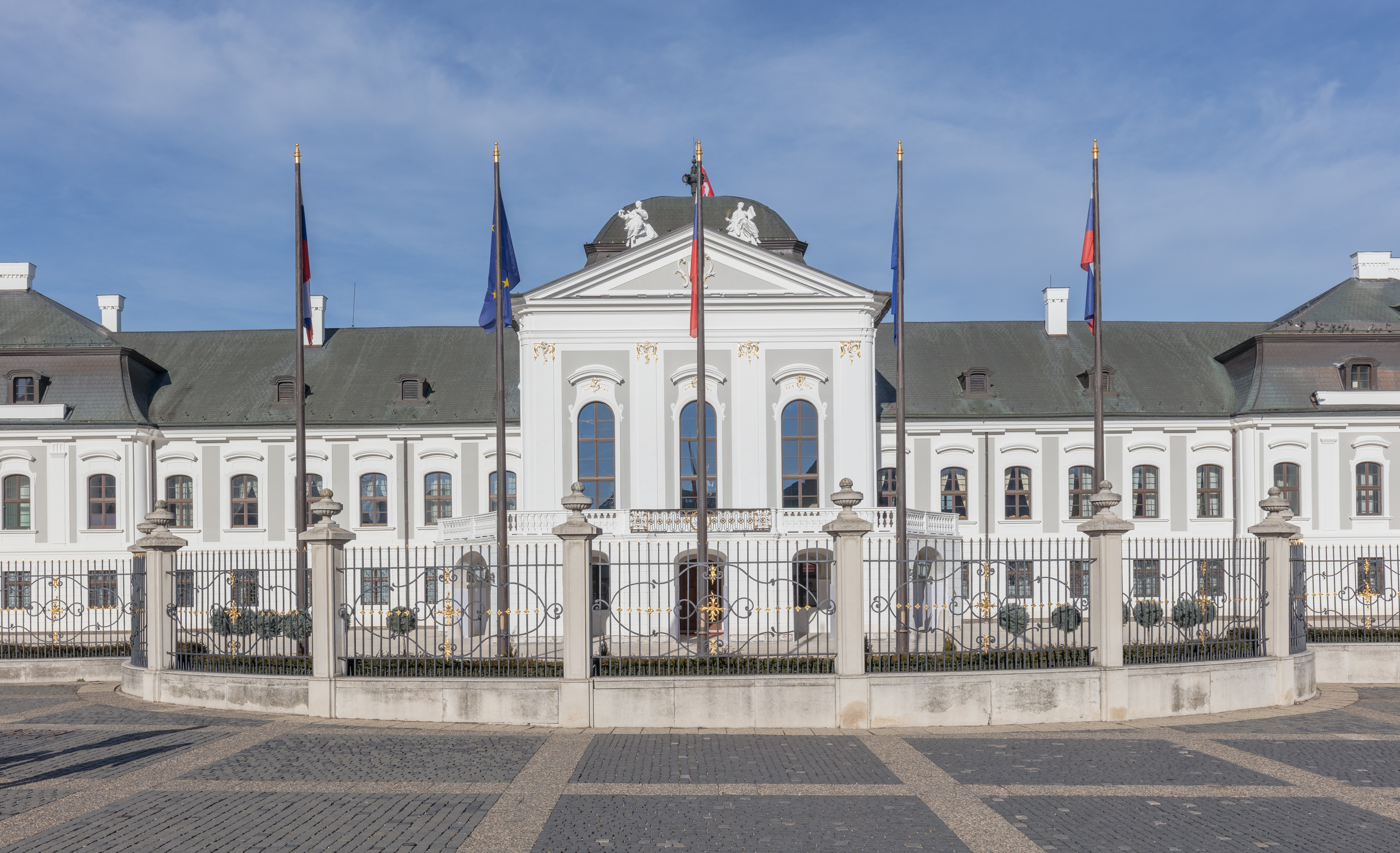
Le palais Grassalkovich, actuelle résidence du président de la Slovaquie à Bratislava.

Après la longue domination turque sur la Hongrie et la période de troubles politiques qui s'ensuivit dans le pays, le château de Gödöllő fut l'un des premiers bâtiments profanes de cour de grande taille. Il est ainsi devenu un modèle pour d'autres châteaux de Hongrie, construits dans le style dit "Grassalkovich". Les caractéristiques qui reviennent souvent sont une construction à deux étages avec un sous-sol bas et un étage d'honneur à l'étage supérieur, mais aussi un avant-corps central saillant à trois axes avec une structure de toit ondulée ou une orientation de la cour vers le parc.

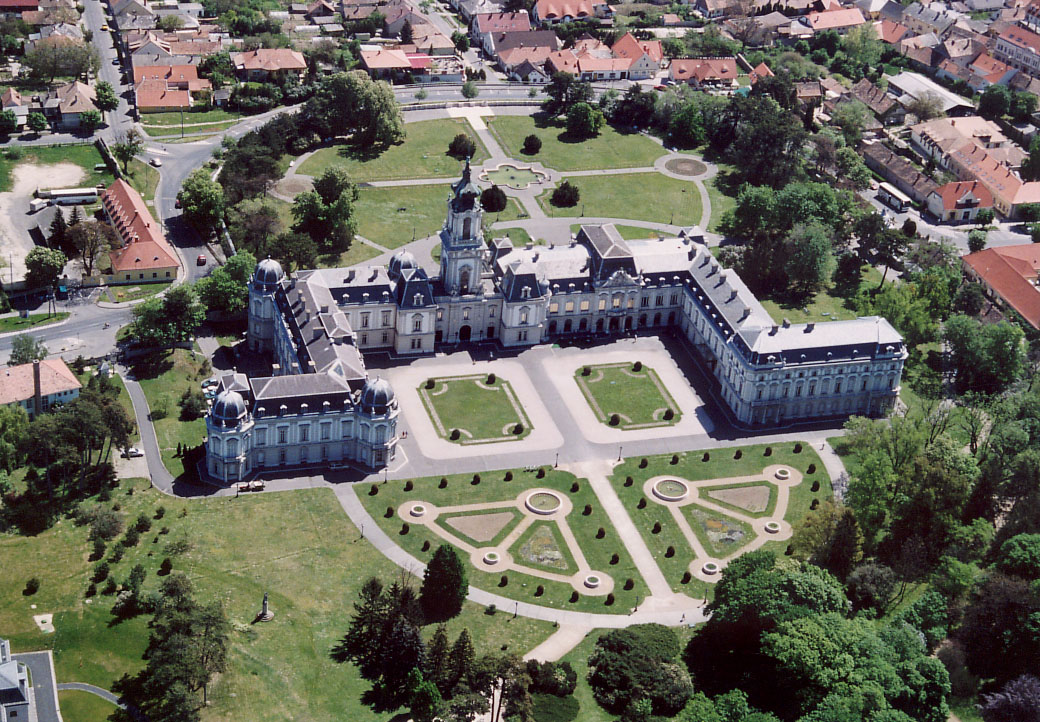
Le château Festetics, qui reprend l'orientation inversée de la cour d'honneur.

Parmi les « châteaux Grassalkovich », on trouve le château de Nagytétény, au sud-ouest de Budapest, qui copie presque exactement la façade sur cour du bâtiment principal à trois ailes de Gödöllő. Le palais Grassalkovich à Brastislava, sous administration hongroise à l'époque de sa construction, et également œuvre d'Andreas Mayerhoffer, s'inspire des formes architecturales de Gödöllő et apparaît comme une variante plus large du corps de logis, tout comme au château de Hatvan ou au château Ráday à Pécel, à l'est de Budapest. L'ordre inverse de la cour d'honneur s'ouvrant sur le jardin se retrouve en outre au Château Festetics (de) à Keszthely.

### Le parc
Le château comportait autrefois deux vastes jardins : le jardin inférieur, qui s'étendait devant l'aile centrale, et le jardin supérieur, qui suivait le cour d'honneur et était orienté vers l'ouest.

#### Le jardin supérieur

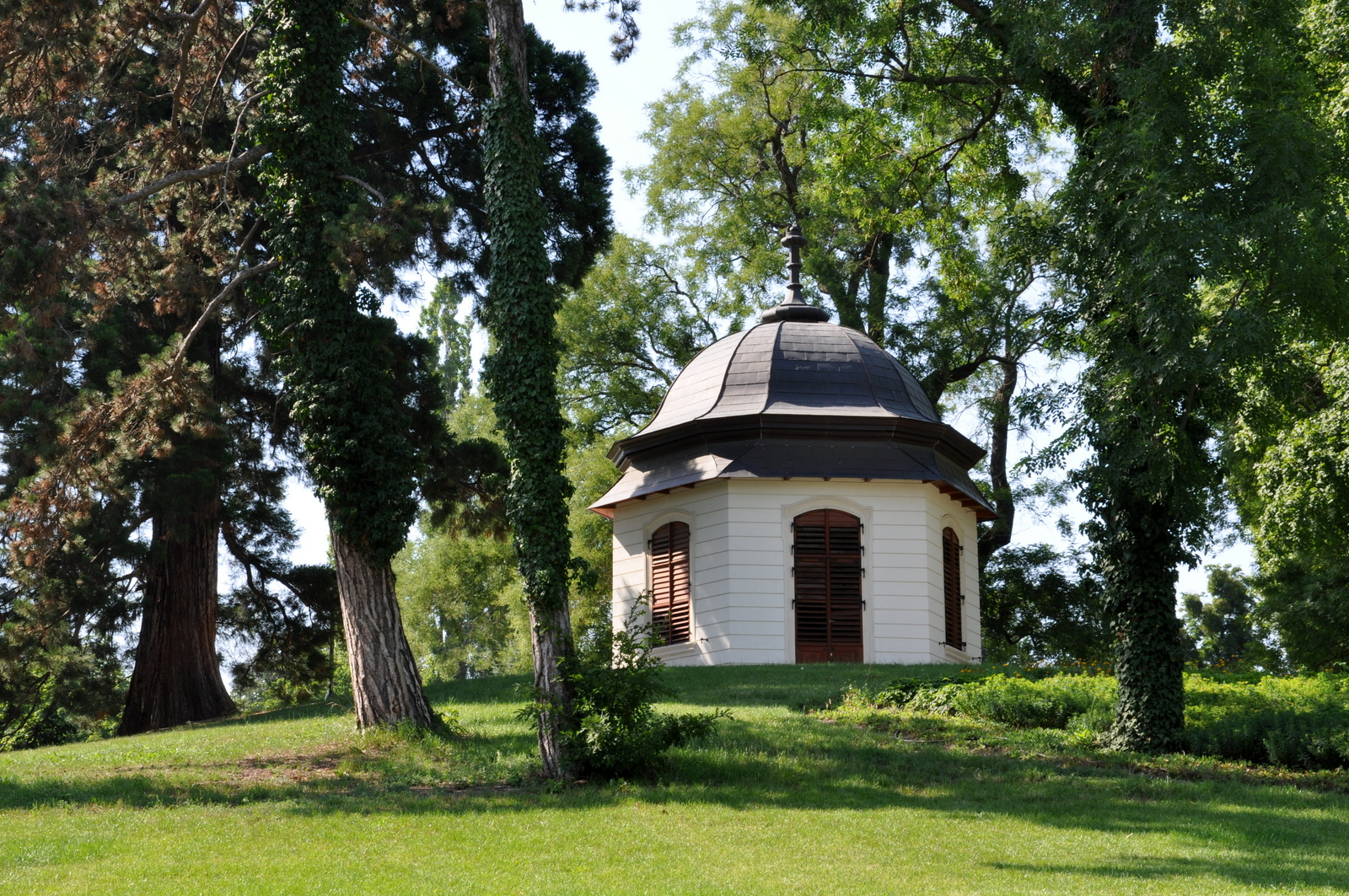
Le « pavillon royal » dans le jardin supérieur.

Sous Antal Grassalkovich Ier, la façade ouest du château était agrémentée d'un grand parc baroque suivant les modèles français. Le jardin, conçu avec des parterres de formes géométriques, était orné de groupes de sculptures inspirés de la mythologie grecque, typiques de l'époque. Il s'étendait sur une longueur de 440 mètres devant le château et se terminait par un mur entourant le parc. Il ne reste aujourd'hui que peu de vestiges des plantations de cet ancien jardin baroque, qui comprenait également un labyrinthe de haies. Une allée de marronniers menant à l'aile sud fait partie des rares vestiges qui rappellent l'aménagement baroque. Le « pavillon royal », un salon de thé hexagonal datant de 1760, dont les murs intérieurs sont décorés de portraits de princes hongrois, a également été conservé.
Après que le château et les jardins aient été négligés à l'époque d'Antal Grassalkovich II, Antal Grassalkovich III, à l'instigation de son épouse Leopoldina Esterházy, fit réaménager le jardin supérieur à partir de 1817 dans le style des jardins paysagers anglais. Le mur fut abattu, le jardin agrandi et aménagé avec des chemins sinueux et des groupes d'arbres parsemés. Ce nouveau parc tomba en désuétude à l'époque où les conditions de propriété étaient incertaines après la mort du prince.

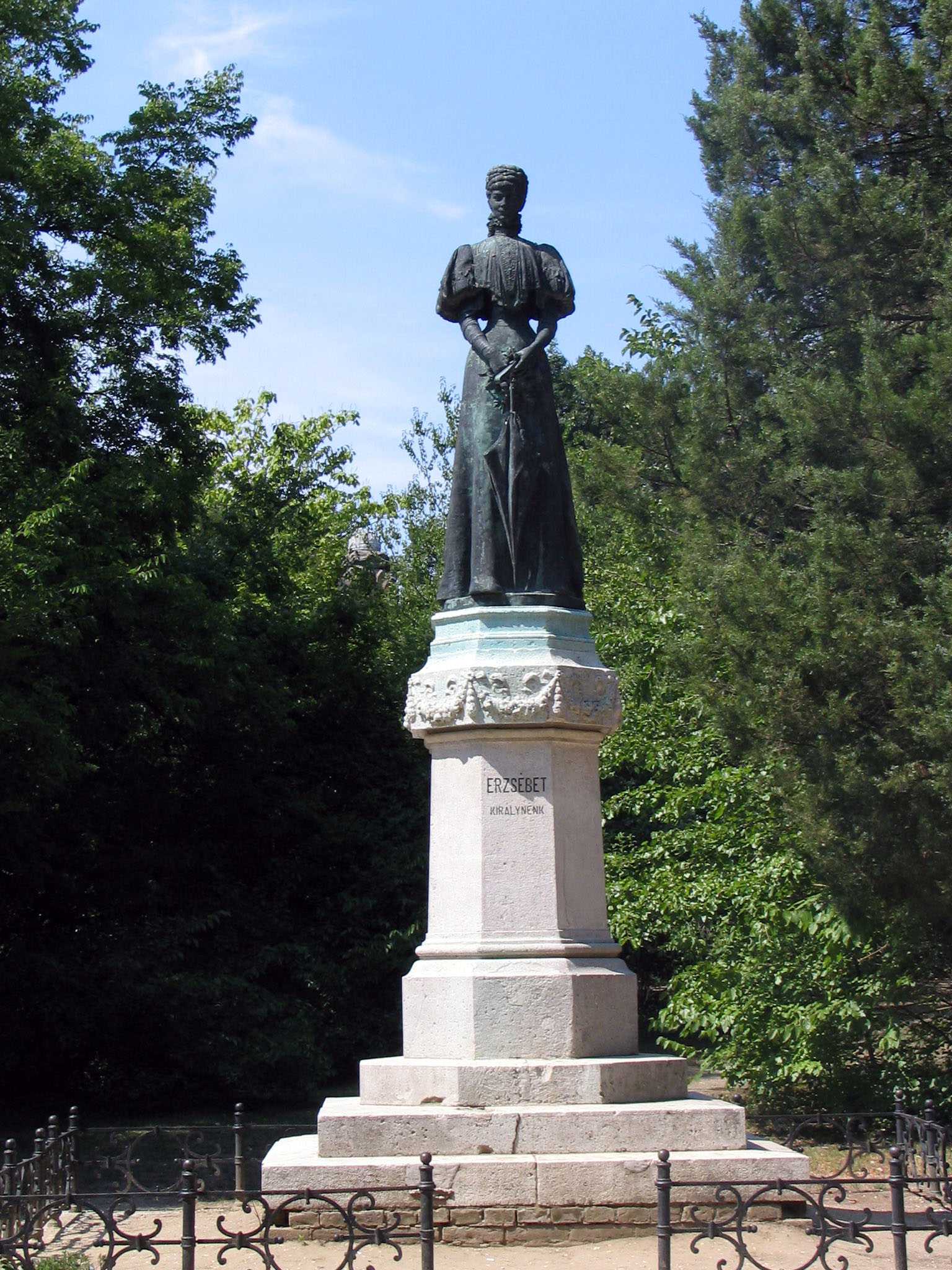
Monument en mémoire de la reine Élisabeth dit « Sissi ».

À l'occasion de la remise à la maison royale hongroise, les jardins ont été reboisés et réaménagés à partir de 1867. C'est à cette époque que fut construite la serre des palmiers, située au sud, qui faisait en quelque sorte pendant à l'orangerie au nord. Elle est aujourd'hui la propriété privée d'une entreprise horticole locale. Les séjours de la famille royale à Gödöllő se déroulaient selon un cérémonial moins élaboré que les séjours dans les châteaux viennois. Ainsi, le jardin devait également remplir des fonctions moins représentatives et pouvait plutôt servir aux plaisirs privés. C'est pour cette raison, qu'un jeu de quilles fut aménagé, ainsi qu'un stand de tir pour le tir sur cible. Après la mort de la reine Élisabeth, le « parc Élisabeth » fut ajouté en 1898 aux extrémités nord-ouest du jardin supérieur. Il s'agit d'une zone de parc ressemblant à une forêt, plantée de 98 espèces différentes d'arbustes et d'arbres à feuilles persistantes, et qui fut dotée en 1901 d'un monument à la reine. Sous Miklós Horthy, seules quelques modifications mineures ont été apportées, comme l'installation d'une fontaine dans la cour d'honneur, d'une piscine (encore conservée) avec un pavillon de bain et d'un court de tennis.
Pendant la Seconde Guerre mondiale, en 1944, le front traverse Gödöllő et les jardins sont dévastés. Pendant l'occupation soviétique et l'utilisation ultérieure du château comme maison de retraite, le jardin n'a plus été entretenu, des garages ont été construits à la place sur les pelouses et de nombreux vieux arbres ont été abattus pour servir de bois de chauffage.
Depuis 1994, une lente reconstruction du jardin paysager est en cours, mais elle n'est pas encore achevée à ce jour et ne se déroule que lentement pour des raisons financières. Le jardin donne toujours l'impression d'être laissé à l'état naturel et les éléments d'aménagement typiques, tels que les percées visuelles ou les plans d'eau, sont presque totalement absent. Depuis 1997, le jardin supérieur, d'une superficie de 28 hectares, est classé réserve naturelle.

#### Le jardin inférieur

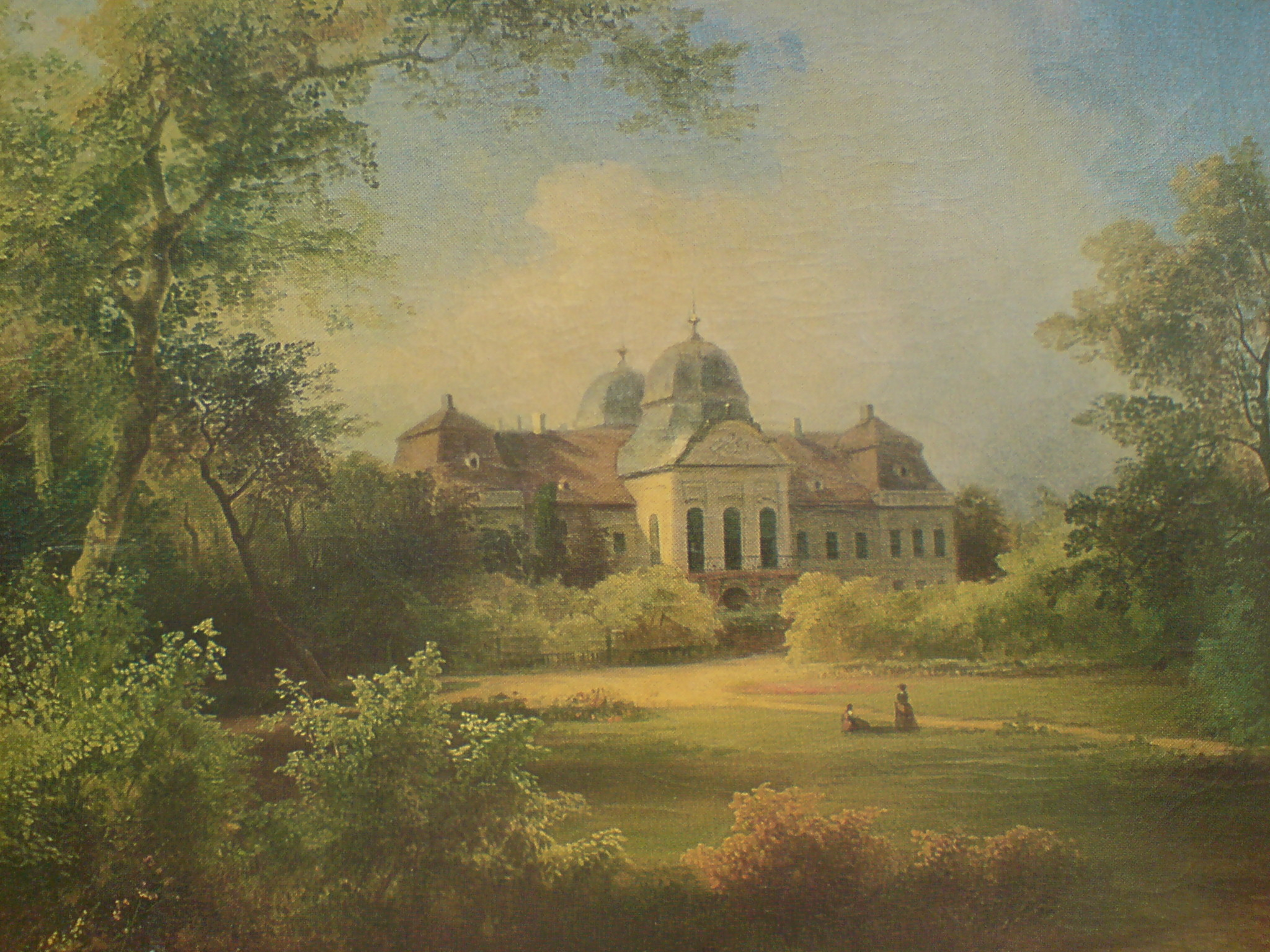
Le château de Gödöllő vu depuis le jardin inférieur. Peinture de Sándor Brodszkys, 1869.

Le jardin inférieur avait un but plus utile que décoratif. Il servait à l'origine à l'approvisionnement de la cour, car c'est là que se trouvaient les jardins de la cuisine, une faisanderie et les enclos à gibier. Sous Antal Grassalkovich III, cette partie du jardin fut également réaménagée et deux grands étangs à cygnes furent créés devant la façade principale du château, puis recouverts à l'époque royale. Contrairement au jardin supérieur, le jardin inférieur était aussi largement accessible à la population. En août 1933, le 4e World Scout Jamboree du mouvement scout international s'y déroula avec près de 26 000 participants de 34 pays. 
Mis à part les renforts reconstruits et plantés devant l'aile centrale du château, il ne reste pratiquement plus de traces visibles dans le jardin inférieur qui pourraient indiquer un aménagement planifié du terrain. Les plantations ont été laissées à l'abandon et apparaissent comme un paysage qui s'est en grande partie développé naturellement. Après la Seconde Guerre mondiale, la ville de Gödöllő a en outre pris possession de cette partie du jardin et l'a partiellement construite avec des maisons d'habitation et d'autres bâtiments.